# الکادووا
الکادووا (به لاتین: Elkaduwa) یک منطقهٔ مسکونی در سری‌لانکا است که در ناحیه متاله واقع شده‌است. الکادووا ۷۶۲ متر بالاتر از سطح دریا واقع شده‌است.